# Suojarwi (jezioro)
Suojarwi (ros. Суоярви, karelskie Suojärvi) – jezioro w północno-zachodniej Rosji, w południowo-zachodniej części należącej do tego państwa Republiki Karelii, w rejonie suojarwskim.
Nazwa jeziora pochodzi z karelskich słów suo – błoto i järvi – jezioro.
Nad jeziorem Suojarwi leży miasto rejonowe Suojarwi, które wzięło swoją nazwę od nazwy jeziora.
Jezioro Suojarwi jest wykorzystywane do połowu ryb.